# August Derleth
August William Derleth (n. 24 februarie 1909, Sauk City⁠(d), Comitatul Sauk, Wisconsin, SUA – d. 4 iulie 1971, Sauk City⁠(d), Wisconsin, SUA) a fost un scriitor și editor american. Cu toate că este cel mai bine amintit ca primul editor de carte al scrierilor lui H. P. Lovecraft și pentru contribuțiile sale proprii la genul Mitologia Cthulhu și genul horror cosmic, precum și pentru fondarea editurii Arkham House (care a contribuit foarte mult la publicarea ficțiunii supranaturale cu copertă dură în SUA, care era disponibilă doar în Marea Britanie), Derleth a fost un scriitor american de top de pe vremea sa, prolific în multe alte genuri, inclusiv ficțiune istorică, poezie, ficțiune cu detectivi, științifico-fantastic și biografie. A folosit pseudonimul Stephen Grendon.
Premiat cu Guggenheim Fellowship în 1938, Derleth a considerat că cea mai serioasă lucrare a sa este Sac Prairie Saga, o serie de lucrări de ficțiune naturaliste, de ficțiune istorică, poezie și non-ficțiune concepute pentru a memora viața din Wisconsin așa cum o cunoștea. Derleth poate fi, de asemenea, considerat un naturalist și conservator pionier în scrierea sa.

## Lucrări scrise

### Romane
- Still is the Summer Night (1937)
- Wind Over Wisconsin (1938)
- Any Day Now (1938)
- Restless is the River (1939)
- Evening in Spring (1941)
- Sweet Genevieve (1942)
- Shadow of Night (1943)
- The Shield of the Valiant (1945)
- The House of Moonlight (1953)

Altele
- Murder Stalks the Wakely Family (1934)
- The Man on All Fours (1934)
- Three Who Died (1935)
- Sign of Fear (1935)
- Sentence Deferred (1939)
- The Narracong Riddle (1940)
- Bright Journey (1940)
- The Seven Who Waited (1943)
- Mischief in the Lane (1944)
- No Future for Luana (1945)
- Oliver, The Wayward Owl (1945)
- The Country of the Hawk (1952)
- The Captive Island (1952)
- Fell Purpose (1953)
- Death by Design (1953)
- Empire of Fur (1953)
- Land of Gray Gold (1954)
- Land of Sky Blue Waters (1955)
- The House on the Mound (1958)
- The Moon Tenders (1958) [The Mill Creek Irregulars #1]
- Wilbur, The Trusting Whippoorwill (1959)
- The Mill Creek Irregulars (1959) [The Mill Creek Irregulars #2]
- The Pinkertons Ride Again (1960) [The Mill Creek Irregulars #3]
- The Ghost of Blackhawk Island (1961) [The Mill Creek Irregulars #4]
- Sweet Land of Michigan (1962)
- The Tent Show Summer (1963) [The Mill Creek Irregulars #5]
- The Irregulars Strike Again (1964) [The Mill Creek Irregulars #6]
- The House by the River (1965) [The Mill Creek Irregulars #7]
- The Watcher on the Heights (1966) [The Mill Creek Irregulars #8]
- The Beast in Holger's Woods (1968)
- The Prince Goes West (1968) [The Mill Creek Irregulars #9]
- Three Straw Men (1970) [The Mill Creek Irregulars #10]

### Sac Prairie Saga
- Place of Hawks (1935)
- Country Growth (1940)
- Wisconsin Earth: A Sac Prairie Sampler (1948)
- Sac Prairie People (1948)
- Wisconsin in Their Bones (1961)
- Country Matters (1996)
- Return to Sac Prairie (1996)
- The Lost Sac Prairie Novels (2000), include The Odyssey of Janna Meade (prima dată în revista Star Weekly din 3 decembrie 1949); The Wind in the Cedars (sau Happiness Shall Not Escape) (prima dată în revista Redbook, ianuarie 1946), Lamplight for the Dark (prima dată în revista Redbook din ianuarie 1941); Shane's Girls (sau Happiness is a Gift) (prima dată în revista Redbook 1948)

### Solar Pons
- "In Re: Sherlock Holmes" – The Adventures of Solar Pons (UK: The Adventures of Solar Pons) (1945)
- The Memoirs of Solar Pons (1951)
- Three Problems for Solar Pons (1952)
- The Return of Solar Pons (1958)
- The Reminiscences of Solar Pons (1961)
- Mr. Fairlie's Final Journey (1968)
- The Casebook of Solar Pons (1965)
- A Praed Street Dossier (1968)
- The Chronicles of Solar Pons (1973)
- The Solar Pons Omnibus (1982)
- The Final Adventures of Solar Pons (1998)

 Horror & Cthulhu Mythos
- Someone in the Dark (1941)
- Something Near (1945)
- Not Long for this World (1948)
- The Survivor and Others (1957) cu H. P. Lovecraft
- The Mask of Cthulhu (1958)
- Lonesome Places (1962)
- The Trail of Cthulhu (1962)
- Mr. George and Other Odd Persons (1963) ca Stephen Grendon
- Colonel Markesan and Less Pleasant People (1966) cu Mark Schorer
- The Watchers Out of Time and Others (1974) cu H. P. Lovecraft
- Dwellers in Darkness (1976)
- In Lovecraft's Shadow (1998)
- Who Shall I Say is Calling & Other Stories S. Deziemianowicz, ed. (2009)
- The Sleepers and Other Wakeful Things (2009)
- August Derleth's Eerie Creatures (2009)
- That Is Not Dead: The Black Magic & Occult Stories by August Derleth (2009)

Science fiction
- Harrigan's File (1975)

Altele
- Consider Your Verdict (1937) ca Tally Mason

### Ficțiune scurtă
- Bat's Belfry (1926)
- The Coffin of Lissa (1926)
- The Devil's Pay (1926)
- The Night Rider (1927)
- The River (1927)
- The Sleepers (1927)
- The Turret Room (1927)

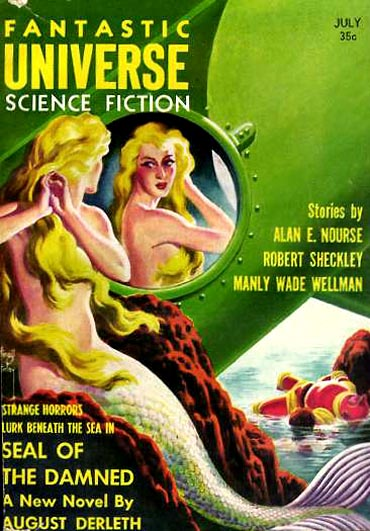
Nuveleta sa "The Seal of the Damned" pe coperta din iulie 1957 a revistei Fantastic Universe, ilustrație de Virgil Finlay

- The Conradi Affair (1928) cu Carl W. Ganzlin
- The Philosophers' Stone (1928)
- The Statement of Justin Parker (1928)
- The Tenant at Number Seven (1928)
- The Tenant (1928)
- The Three-Storied House (1928)
- "Melodie in E Minor" (1929)
- The Deserted Garden (1929)
- A Dinner at Imola (1929)
- He Shall Come (1929)
- The House on the Highway (1929)
- The Inheritors (1929)
- An Occurrence in an Antique Shop (1929)
- Old Mark (1929)
- Scarlatti's Bottle (1929)
- The Adventure of the Black Cardinal (1930)[12]
- "Just a Song at Twilight" (1930)
- Across the Hall (1930)
- The Lilac Bush (1930)
- A Matter of Sight (1930)
- Mrs. Bentley's Daughter (1930)
- The Pacer (1930)
- The Portrait (1930)
- The Whistler (1930)
- The Bridge of Sighs (1931)
- The Captain Is Afraid (1931)
- Prince Borgia's Mass (1931)
- The Bishop Sees Through (1932)
- The Shadow on the Sky (1932)
- The Sheraton Mirror (1932)
- Those Who Seek (1932)
- The House In the Magnolias (1932)
- Birkett's Twelfth Corpse (1933)
- An Elegy for Mr. Danielson (1933)
- Nellie Foster (1933)
- The Thing that Walked on the Wind (1933)
- The Vanishing of Simmons (1933)
- The White Moth (1933)
- A Cloak From Messer Lando (1934)
- Feigman's Beard (1934)
- The Metronome (1934)
- Wild Grapes (1934)
- Mr. Berbeck Had a Dream (1935)
- Muggridge's Aunt (1935)
- Lesandro's Familiar (1936)
- The Return of Sarah Purcell (1936)
- The Satin Mask (1936)
- The Telephone in the Library (1936)
- Glory Hand (1937)
- McGovern's Obsession (1937)
- The Panelled Room (1937)
- The Shuttered House (1937)
- The Wind from the River (1937)
- Three Gentlemen in Black (1938)
- Logoda's Heads (1939)
- Mrs. Elting Does Her Part (1939)
- The Second Print (1939)
- The Return of Hastur (1939)
- After You, Mr. Henderson (1940)
- Bramwell's Guardian (1940)
- The Sandwin Compact (1940)
- "Come to Me!" (1941)
- Altimer's Amulet (1941)
- Beyond the Threshold (1941)
- Compliments of Spectro (1941)
- Ithaqua (1941)
- Here, Daemos! (1942)
- Lansing's Luxury (1942)
- Mrs. Corter Makes Up Her Mind (1942)
- Headlines for Tod Shayne (1942)
- Mr. Ames' Devil (1942)
- Baynter's Imp (1943)
- McElwin's Glass (1943)
- No Light for Uncle Henry (1943)
- A Thin Gentleman with Gloves (1943)
- A Wig for Miss DeVore (1943)
- No Light for Uncle Henry (1943)
- The Dweller in Darkness (1944)
- Lady Macbeth of Pimley Square (1944)
- Pacific 421 (1944)
- The Trail of Cthulhu (sau: The House on Curwen Street) (1944)
- Carousel (1945)
- The God-Box (1945)
- The Inverness Cape (1945)
- The Lost Day (1945)
- Mrs. Lannisfree (1945)
- The Watcher from the Sky (1945)
- A Collector of Stones (1946)
- Pikeman (1946)
- A Little Knowledge (1948)
- The Lonesome Place (1948)
- Saunder's Little Friend (1948)
- Something in Wood (1948)
- The Whippoorwills in the Hills (1948)
- Kingsridge 214 (1949)
- The Slayers and the Slain (1949)
- The Testament of Claiborne Boyd (sau: The Gorge Beyond Salapunco) (1949)
- Twilight Play (1949)
- The Closing Door (1950)
- The Fifth Child (1950)
- The Island Out of Space (1950)
- The Ormolu Clock (1950)
- Potts' Triumph (1950)
- A Room in a House (1950)
- The Keeper of the Key (1951)
- A Knocking in the Wall (1951)
- The Man Who Rode the Saucer (1951)
- The Other Side of the Wall (1951)
- Something from Out There (1951)
- "Who Shall I Say is Calling?" (1952)
- The Black Island (1952)
- The Lost Path (1952)
- McIlvaine's Star (1952)
- The Night Road (1952)
- The Place of Desolation (1952)
- "Sexton, Sexton, in the Wall" (1953)
- Century Jumper (1953)
- A Corner for Lucia (1953)
- The Detective and the Senator (1953)
- The Disc Recorder (1953)
- The Ebony Stick (1953)
- The House in the Valley (1953)
- Invaders from the Microcosm (1953)
- The Maugham Obsession (1953)
- A Traveler in Time (1953)
- Mark VII (1954)
- The Mechanical House (1954)
- The Penfield Misadventure (1954)
- The Place in the Woods (1954)
- The Remarkable Dingdong (1954)
- Thinker, Mark VII (1954)
- The Dark Boy (1956)
- The Martian Artifact (1957)
- The Seal of R'lyeh (1957)
- Halloween for Mr. Faulkner (1959)
- Lovecraft and "The Pacer" (excerpt) (1959)
- The Adventure of the Intarsia Box (1964)
- By Rocket to the Moon (1965)
- Ferguson's Capsules (1966)
- The Adventure of the Unique Dickensians (1968)
- An Eye for History (1975)
- Protoplasma (1975)

### Journale (Sac Prairie Saga)
- Atmosphere of Houses (1939)
- Village Year: A Sac Prairie Journal (1941)
- Village Daybook (1947)
- Countryman's Journal (1963)
- Walden West (1961)
- Wisconsin Country: A Sac Prairie Journal (1965)
- Return to Walden West (1970)

### Poezii
- Incubus (1934)
- Omega (1934)
- To a Spaceship (1934)
- Man and the Cosmos (1935)
- "Only Deserted" (1937)
- The Shores of Night (1947)
- Providence: Two Gentlemen Meet at Midnight (1948)
- Jacksnipe Over (1971)
- Something Left Behind (1971)

### Colecție de poezii
- Hawk on the Wind (1938)
- Man Track Here (1939)
- Here on a Darkling Plain (1940)
- Wind in the Elms (1941)
- Rind of Earth (1942)
- And You, Thoreau! (1944)
- Selected Poems (1944)
- The Edge of Night (1945)
- Habitant of Dusk (1946)
- A Boy's Way (1947) (Ilustrații de Claire Victor Dwiggins)
- It's a Boy's World (1948)
- Rendezvous in a Landscape (1952)
- Psyche (1953)
- Country Poems (1956)
- West of Morning (1960)
- This Wound (1962)

### Eseuri/articole
- Introduction (The Mask of Cthulhu) (necunoscut)
- Foreword (Who Knocks?) (1946)
- Foreword (The Night Side) (1947)
- Introduction (The Sleeping and the Dead) (1947)
- Foreword (Not Long for This World) (1948)
- Introduction (Strange Ports of Call) (1948)
- Introduction (The Other Side of the Moon) (1949)
- Introduction (Beyond Time and Space) (1950)
- Foreword (The Outer Reaches) (1951)
- Introduction (The Haunter of the Dark) (1951)
- Introduction (Beachheads in Space) (1952)
- Introduction (Worlds of Tomorrow) (1953)
- Foreword (Time to Come) (1954)
- Introduction (Beachheads in Space) (1954)
- Introduction (Portals of Tomorrow) (1954)
- Introduction (Worlds of Tomorrow) (1955)
- Foreword (Dark Mind, Dark Heart) (1962)
- Foreword (Time to Come) (1963)
- H. P. Lovecraft And His Work (1963)
- H. P. Lovecraft And His Work (1963)
- Introduction (Mr. George and Other Odd Persons) (1963)
- Introduction (Worlds of Tomorrow) (1963)
- Introduction (Beachheads in Space) (1964)
- Introduction (From Other Worlds) (1964)
- Foreword (The Night Side) (1966)
- Foreword (The Unspeakable People) (1969)
- Clark Ashton Smith: Master of Fantasy (1974) cu Donald Wandrei

### Biografii
- Still Small Voice (1940) – biografia ziaristului și scriitorului  Zona Gale
- H.P.L.: A Memoir (1945)
- Some Notes on H. P. Lovecraft (1959)
- Concord Rebel: A Life of Henry D. Thoreau (1962)
- Forest Orphans: Carl Marty and His Animal Friends (1964)
- Emerson, Our Contemporary (1970)

### Istorie
- The Wisconsin: River of a Thousand Isles (1942)
- The Milwaukee Road: Its First Hundred Years (1948)
- Saint Ignatius and the Company of Jesus (1956)
- Columbus and the New World (1957)
- Father Marquette and the Great Rivers (1959)
- Wisconsin Murders (1968)

### Anthologii
- Poetry Out of Wisconsin (1937)
- Sleep No More (1944)
- Who Knocks? (1946)
- The Night Side (1946)
- The Sleeping and the Dead (1947)
- Strange Ports of Call (1948)
- The Other Side of the Moon (1949)
- Beyond Time and Space (1950)
- Far Boundaries (1951)
- The Outer Reaches (1951)
- Beachheads in Space (1952)
- Night's Yawning Peal: A Ghostly Company (1952)
- Worlds of Tomorrow (1953)
- Portals of Tomorrow (1954)
- Time to Come (1954)
- Dark Mind, Dark Heart (1962)
- New Worlds for Old (1963)
- The Sleeping and the Dead (abridged) (1963)
- The Time of Infinity (1963)
- The Unquiet Grave (1963)
- When Evil Wakes (1963)
- From Other Worlds (1964)
- Over the Edge (1964)
- Travellers by Night (1967)
- Tales of the Cthulhu Mythos (1969)
- Dark Things (1971)
- New Horizons: Yesterday's Portraits of Tomorrow (1998)

#### Ca Stephen Grendon
- The Drifting Snow (1939)
- A Gentleman from Prague (1944)
- Alannah (1945)
- Dead Man's Shoes (1946)
- Bishop's Gambit (1947)
- The Extra Passenger (1947)
- The Ghost Walk (1947)
- Mr. George (1947)
- Parrington's Pool (1947)
- Blessed Are the Meek (1948)
- Mara (1948)
- The Night Train to Lost Valley (1948)
- The Tsanta in the Parlor (1948)
- The Tsantsa in the Parlor (1948)
- The Wind in the Lilacs (1948)
- The Blue Spectacles (1949)
- Mrs. Manifold (1949)
- Open, Sesame! (1949)
- The Song of the Pewee (1949)
- The Man on B-17 (1950)
- Balu (1949)
- Miss Esperson (1962)

#### “Cu H. P. Lovecraft”
- The Lurker at the Threshold (1945)
- The Survivor (1954)
- Wentworth's Day (1957)
- The Gable Window (1957)
- The Shadow Out of Space (1957)
- The Ancestor (1957)
- The Lamp of Alhazred (1957)
- The Peabody Heritage (1957)
- The Shuttered Room (1959)
- The Dark Brotherhood (1966)
- The Horror from the Middle Span (1967)
- Innsmouth Clay (1971)
- The Watchers Out of Time (1974) (neterminat)

#### Cu Marc R. Schorer
- The Elixir of Life (1926)
- The Marmoset (1926)
- The Black Castle (1927)
- The Owl on the Moor (1928)
- Riders in the Sky (1928)
- The Pacer (1930)
- In the Left Wing (1932)
- The Lair of the Star-Spawn (1932)
- Laughter in the Night (1932)
- Red Hands (1932)
- The Carven Image (1933)
- The Return of Andrew Bentley (1933)
- Colonel Markesan (1934)
- A Matter of Faith (1934)
- Death Holds the Post (1936)
- They Shall Rise (1936)
- The Woman at Loon Point (1936)
- Spawn of the Maelstrom (1939)
- The Vengeance of Ai (1939)
- The Occupant of the Crypt (1947)
- The Figure with the Scythe (1973)

#### Alte colaborări
- The Churchyard Yew (1947) ca Joseph Sheridan Le Fanu
- The Adventure of the Snitch in Time (1953) cu Mack Reynolds
- The Adventure of the Ball of Nostradamus (1955) cu Mack Reynolds
- The House in the Oaks (1971) cu Robert E. Howard

#### Ecranizări TV
- "The Metronome" – The Unforeseen (TV,1960)
- "The Incredible Doktor Markesan" – Thriller (TV, 1962)
- "House – with Ghost" – Night Gallery (TV, 1971)
- "The Dark Boy"  – Night Gallery (TV, 1971)
- "Logoda's Head" – Night Gallery (TV, 1971)

#### Premii
- O'Brien Roll of Honour for short story, 1933
- Guggenheim fellow, 1938

## Legături externe
- The August Derleth Society Arhivat în 29 octombrie 2016, la Wayback Machine.
- A short autobiography
- A more detailed biography
- Arkham House Publishers founded by Derleth
- August Derleth Bibliography

Lucrări
- Lucrări de August Derleth la Proiectul Gutenberg
- Opere de sau despre August Derleth la Internet Archive
- Lucrări de August Derleth la LibriVox (cărți audio aflate în domeniul public)
- Online catalog of Derleth's collection at the Wisconsin Historical Society
- Lucrări de sau despre August Derleth în biblioteci (catalog WorldCat)
- August Derleth la Internet Speculative Fiction Database
- Lucrări de August Derleth la Open Library